# تولی بلانچارد
تولی بلانچارد (انگلیسی: Tully Blanchard؛ زادهٔ ۲۲ ژانویهٔ ۱۹۵۴) کشتی‌گیر کشتی حرفه‌ای، و بازیکن فوتبال آمریکایی اهل ایالات متحده آمریکا است.
وی همچنین برندهٔ جوایزی همچون تالار شهرت دبلیودبلیوای شده است.